# Liste der Bodendenkmäler in Niedernberg
Auf dieser Seite sind die Bodendenkmäler in der unterfränkischen Gemeinde Niedernberg zusammengestellt. Diese Tabelle ist eine Teilliste der Liste der Bodendenkmäler in Bayern. Grundlage ist die Bayerische Denkmalliste, die auf Basis des Bayerischen Denkmalschutzgesetzes vom 1. Oktober 1973 erstmals erstellt wurde und seither durch das Bayerische Landesamt für Denkmalpflege geführt wird. Die folgenden Angaben ersetzen nicht die rechtsverbindliche Auskunft der Denkmalschutzbehörde.

## Bodendenkmäler der Gemeinde Niedernberg

### Bodendenkmäler in der Gemarkung Niedernberg
| Lage                   | Objekt | Akten-Nr.     | Bild |
| ---------------------- | --- | ------------- | ---- |
| Niedernberg (Standort) | Bestattungsplatz der Urnenfelderzeit und des frühen Mittelalters. | D-6-6020-0117 |      |
| Niedernberg (Standort) | Kastell der römischen Kaiserzeit. | D-6-6020-0118 |      |
| Niedernberg (Standort) | Brandgräber und Siedlung der römischen Kaiserzeit. | D-6-6020-0119 |      |
| Niedernberg (Standort) | Erdkastell der römischen Kaiserzeit. | D-6-6020-0130 |      |
| Niedernberg (Standort) | Erdkastell der römischen Kaiserzeit. | D-6-6020-0131 |      |
| Niedernberg (Standort) | Siedlung vor- und frühgeschichtlicher Zeitstellung. | D-6-6020-0139 |      |
| Niedernberg (Standort) | Badegebäude der römischen Kaiserzeit. | D-6-6020-0148 |      |
| Niedernberg (Standort) | Vicus der römischen Kaiserzeit, Siedlung des frühen Mittelalters. | D-6-6020-0149 |      |
| Niedernberg (Standort) | Erdkastell der römischen Kaiserzeit. | D-6-6020-0227 |      |
| Niedernberg (Standort) | Erdkastell der römischen Kaiserzeit. | D-6-6020-0228 |      |
| Niedernberg (Standort) | Archäologische Befunde des Mittelalters und der frühen Neuzeit im Ortsbereich von Niedernberg.                                                                                           | D-6-6020-0229 |      |
| Niedernberg (Standort) | Archäologische Befunde im Bereich der mittelalterlichen Katholischen Pfarrkirche St. Cyriakus von Niedernberg mit mittelalterlicher Kapelle als Vorgängerbau; spätneuzeitlich erweitert. | D-6-6020-0230 |      |
| Niedernberg (Standort) | Archäologische Befunde im Bereich der mittelalterlichen und frühneuzeitlichen Ortsbefestigungsmauer in Niedernberg.                                                                      | D-6-6020-0231 |      |
| Niedernberg (Standort) | Archäologische Befunde im Bereich der mittelalterlichen und frühneuzeitlichen ehemalige Marienkapelle bei Niedernberg.                                                                   | D-6-6020-0232 |      |
| Niedernberg (Standort) | Siedlung der Linearbandkeramik, der späten Bronzezeit/Urnenfelderzeit sowie der Latènezeit.                                                                                              | D-6-6120-0113 |      |

### Bodendenkmäler in der Gemarkung Pflaumheim
| Lage                  | Objekt                             | Akten-Nr.     | Bild |
| --------------------- | ---------------------------------- | ------------- | ---- |
| Pflaumheim (Standort) | Siedlung der römischen Kaiserzeit. | D-6-6120-0001 |      |